# Peter Higgins
Francis Peter Higgins (Stockton-on-Tees, 16 novembre 1928 – 8 settembre 1993) è stato un velocista britannico, specializzato nei 400 metri piani.

## Palmarès
| Anno                                  | Manifestazione  | Sede      | Evento      | Risultato  | Prestazione | Note |
| ------------------------------------- | --------------- | --------- | ----------- | ---------- | ----------- | ---- |
| In rappresentanza della Gran Bretagna |                 |           |             |            |             |      |
| 1956                                  | Giochi olimpici | Melbourne | 400 m piani | Semifinale | 47"7        |      |
| 1956                                  | Giochi olimpici | Melbourne | 4×400 m     | Bronzo     | 3'07"2      |      |